# Лекосанди
Лекосанди (груз. ლეკოსანდი) — село в Грузии, на территории Лентехского муниципалитета края (мхаре) Рача-Лечхуми и Нижняя Сванетия.

## География
Село находится в северной части Грузии, на правом берегу реки Пишкори (правый приток Цхенисцкали), на расстоянии приблизительно 22 километров (по прямой) к востоку от посёлка городского типа Лентехи, административного центра муниципалитета. Абсолютная высота — 1321 метр над уровнем моря.

## Население
По результатам официальной переписи населения 2014 года, в Лекосанди проживало 59 человек (29 мужчин и 30 женщин). В национальной структуре населения грузины составляли 100 %.
| Год  | Население, человек |
| ---- | ------------------ |
| 2002 | 143                |
| 2014 | ↘ 59               |